# Isabel (Domingos Martins)
Isabel, também chamado de Santa Isabel, é um distrito do município brasileiro de Domingos Martins, no interior do estado do Espírito Santo. Segundo o censo demográfico de 2022, realizado pelo Instituto Brasileiro de Geografia e Estatística (IBGE), sua população era de 1 830 habitantes e havia 708 domicílios particulares permanentes ocupados.
De acordo com o IBGE, em 2010 a população era de 1 742 habitantes e havia 548 domicílios particulares.

## História e descrição
Trata-se de uma das ocupações mais antigas de Domingos Martins, inicialmente povoada sobretudo por imigrantes alemães. O estilo germânico da Igreja Matriz de Santa Isabel, templo que é um dos principais pontos de referência da localidade, é um exemplo de herança deixada pela imigração alemã na região. O distrito foi criado pelo decreto provincial nº 21 de 20 de novembro de 1869, então pertencente a Viana e com o nome de Santa Isabel.
A antiga vila de Santa Isabel representou a primeira sede do atual município de Domingos Martins, que foi emancipado pelo decreto nº 29 de 20 de outubro de 1893. Pela lei municipal de 16 de outubro de 1917, a sede municipal foi transferida para o atual distrito-sede, área que naquela época era conhecida como Campinho. Santa Isabel, por sua vez, passou a se chamar Isabel pelo decreto-lei estadual nº 15.177 de 31 de dezembro de 1943.